# Seznam islandskih politikov
Seznam islandskih politikov.

## A
- Jón Ásbjörnsson
- Kristinn F. Árnason
- Einar Arnórsson
- Ásgeir Ásgeirsson
- Halldór Ásgrímsson

## B
- Bjarni Benediktsson
- Sveinn Björnsson
- Halldór Blöndal

## E
- Sigurdur Eggerz
- Kristján Eldjárn

## F
- Vigdís Finnbogadóttir
- Kristrun Frostadottir

## G
- Jón Gnarr
- Ólafur Ragnar Grímsson
- Benedikt Gröndal
- Rannveig Guðmundsdóttir
- Albert Guðmundsson
- Magnús Gudmundsson
- Katrin Gunnarsdottir
- Silja Dögg Gunnarsdóttir
- Sigmundur Davíd Gunnlaugsson
- Þórdís Kolbrún R. Gylfadóttir

## H
- Geir Hilmar Haarde
- Hannes (Jóhann) Hafstein
- Geir Hallgrímsson
- Steingrímur Hermannsson

## J
- Katrín Jakobsdóttir
- Guðni Th.(orlacius) Jóhannesson
- Kjartan Jóhannsson
- Sigurdur Ingi Jóhannsson
- Hermann Jónasson
- Birgitta Jónsdóttir
- Björn Jonssón
- Emil Jónsson
- Eysteinn Jónsson
- Kristján Jónsson
- Sigurdur Jónsson

## K
- Ilmur Kristjánsdóttir
- Björn Kristjánsson

## M
- Jón Magnússon
- Jakob Ragnar Valdimar Möller

## O
- Davíð Oddsson

## P
- Jón Pálmason
- Þorsteinn Pálsson
- Óttarr Proppé

## S
- Inga Saeland
- Árni Sigfússon
- Jóhanna Sigurdardóttir
- Jón Sigurðsson
- Stefán Jóhann Stefánsson
- Steingrímur Steinthórsson
- Svandis Svavarsdottir

## T
- Þórhildur Þorleifsdóttir
- Björn Thórdarson
- Tryggvi Thórhallsson
- Jón Thorláksson
- Ólafur Thors
- Halla Tomasdottir

## V
- Hannibal Valdimarsson